# چو یون فات
چو یون فات (انگلیسی: Chow Yun-fat) با تلفظِ صحیحِ چو یون فا (چینی: 周潤發) («ت» انتهایی آن در زبان چینیِ سنتی خوانده نمی‌شود)، هنرپیشه هنگ کنگی متولد ۱۸ مه ۱۹۵۵ است. وی بیشتر به خاطر حضور در فیلم آنا و شاه، ببر خیزان، اژدهای پنهان و راهب ضد گلوله مشهور است.

## فیلم‌شناسی
سینما
| سال  | نام فیلم                               | نقش      | نکته |
| ---- | -------------------------------------- | -------- | ---- |
| ۱۹۸۴ | هنگ کنگ ۱۹۴۱                           |          |      |
| ۱۹۸۵ | زن                                     |          |      |
| ۱۹۸۶ | فردایی بهتر                            |          |      |
| ۱۹۸۷ | شهر در آتش                             |          |      |
| ۱۹۸۷ | زندان در آتش                           |          |      |
| ۱۹۸۷ | فردایی بهتر ۲                          |          |      |
| ۱۹۸۹ | جستجوی وحشی                            |          |      |
| ۱۹۸۹ | قاتل                                   |          |      |
| ۱۹۸۹ | فردایی بهتر ۳: عشق و مرگ در سایگون     |          |      |
| ۱۹۹۱ | زمانی که دزد بودم                      |          |      |
| ۱۹۹۱ | زندان در آتش ۲                         |          |      |
| ۱۹۹۲ | سرسخت                                  |          |      |
| ۱۹۹۲ | فول کنتاکت                             |          |      |
| ۱۹۹۸ | آدمکش‌های جایگزین                       |          |      |
| ۱۹۹۹ | مفسد                                   |          |      |
| ۱۹۹۹ | آنا و شاه                              |          |      |
| ۲۰۰۰ | ببر خیزان، اژدهای پنهان                |          |      |
| ۲۰۰۳ | راهب ضدگلوله                           |          |      |
| ۲۰۰۶ | دزدان دریایی کارائیب: صندوقچه مرد مرده |          |      |
| ۲۰۰۶ | نفرین گل طلایی                         |          |      |
| ۲۰۰۷ | دزدان دریایی کارائیب: پایان جهان       |          |      |
| ۲۰۰۸ | فرزندان هوانگشی                        |          |      |
| ۲۰۰۹ | تکامل دراگون‌بال                        |          |      |
| ۲۰۰۹ | تأسیس جمهوری                           |          |      |
| ۲۰۱۰ | کنفوسیوس                               | کنفوسیوس |      |
| ۲۰۱۰ | شانگهای                                |          |      |
| ۲۰۱۱ | تأسیس یک حزب                           |          |      |
| ۲۰۱۲ | قاتلان                                 |          |      |
| ۲۰۱۴ | میمون شاه                              |          |      |
| ۲۰۱۸ | پروژه گوتنبرگ                          |          |      |